# Bothrideres cactophagi
Bothrideres cactophagi är en skalbaggsart som beskrevs av Schwarz 1899. Bothrideres cactophagi ingår i släktet Bothrideres och familjen rovbarkbaggar. Inga underarter finns listade i Catalogue of Life.